# المكان الثالث

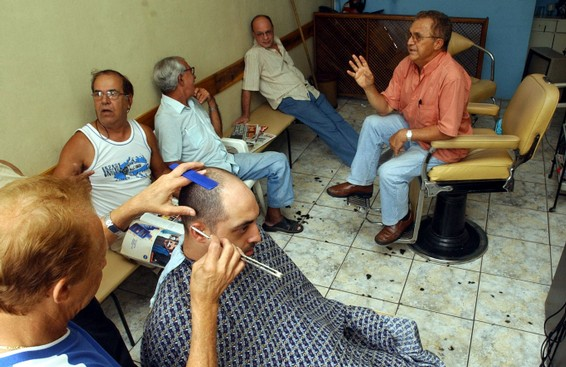
مثال على المكان الثالث عباره عن مجموعه حلاقين في البرازيل في العديد من المجتمعات صالون الحلاقة وصالونات التجميل للنساء، اماكن تقليدية يجتمع فيها الناس منفصله عن العمل او المنازل

في علم الاجتماع، يشير المكان الثالث إلى البيئات الاجتماعية المنفصلة عن البيئات الاجتماعية المعتادة للمنزل (المكان الأول) ومكان العمل (المكان الثاني).ومن الاماكن التي يمكن الإشارة لها كمكان ثالث: المقاهي، الحانات، النوادي الإجتماعية، المكتبات العامة، صالات الألعاب الرياضية، متاجر بيع الكتب، مختبرات الإختراق، عتبة المنزل، المنتزهات، وأيضا المسرح ودور العبادة مثل الكنائس وغيرهم من الأماكن التي حولنا.في كتابه “المكان الجيد العظيم” (1989)، يرى راي أولدنبرغ أن الأماكن الثالثة مهمة للديمقراطية، والمشاركة المدنية، والشعور بالانتماء للمكان.وفي الكتاب التكميلي الصادر عام 2025، تجادل الكاتبة المشاركة كارين كريستنسن بأن الأماكن الثالثة هي الحل للوحدة، والاستقطاب السياسي، والقدرة على التكيف مع تغيّر المناخ. كما توضح الفرق بين الأماكن الثالثة والمساحات العامة.

## سمات الأماكن الثالثة بحسب أولدينبرغ وكريستنسن
أطلق عالم الاجتماع الأمريكي راي أولدينبرغ على “المكان الأول” للفرد اسم المنزل، وهو حيث يعيش الشخص مع أسرته أو من يقيم معهم. أما “المكان الثاني” فهو مكان العمل، وهو المكان الذي يقضي فيه كثير من الناس معظم ساعات يقظتهم.
أما “الأماكن الثالثة” فهي “مرتكزات” الحياة المجتمعية، وتسهّل التفاعل الأوسع والأكثر إبداعًا، وتشجّع عليه. وبعبارة أخرى:
“مكانك الثالث هو حيث تسترخي في الأماكن العامة، وتلتقي بوجوه مألوفة وتكوّن صداقات جديدة.”
في كتابهما المكان الجيد العظيم، يناقش أولدينبرغ وكارين كريستنسن السمات السبع للأماكن الثالثة.
وهي كالتالي:
مفتوحة ومرحّبة
لا تحتاج إلى دعوة أو موعد مسبق، ويمكنك الدخول والخروج بحرّية.
مريحة وغير رسمية
تشعر فيها بالانتماء وكأنها جزء من حياتك.
ملائمة وسهلة الوصول
تقع بالقرب منك، ويفضّل أن تكون ضمن الحي الذي تسكنه.
بسيطة وغير متكلّفة
الجميع متساوين، لا شيء فاخر، والتكلفة منخفضة.
يوجد فيها روّاد دائمون
غالبًا ما يوجد مضيف يرحّب بالزائرين عند وصولهم.
المحادثة هي النشاط الأساسي
النقاش، الحوار، والثرثرة جزء من طبيعتها.
الضحك متكرّر
الأجواء مرحة، وتشجّع النكات والدعابة الذكية.

## المكان الثالث: أمثلة تاريخية
ظهر مصطلح “المكان الثالث” لأول مرة في كتاب المكان الجيد العظيم عام 1989، من تأليف عالم الاجتماع راي أولدنبيرغ. ومع ذلك، فإن أماكن من هذا النوع وُجدت عبر التاريخ البشري

### الأغورا في اليونان القديمة

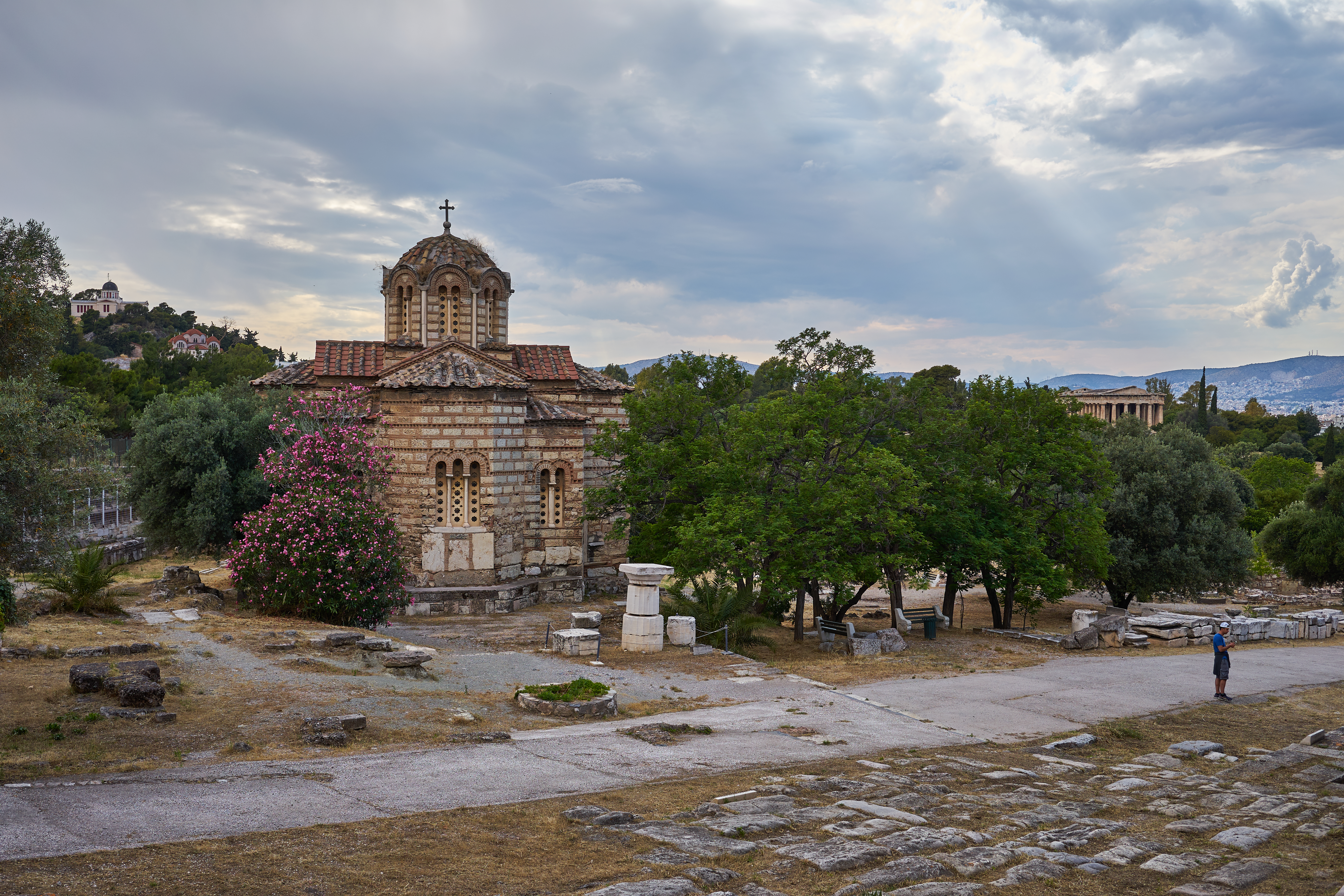
الأغورا القديمة في أثينا

يُعد الأغورا، أو الساحة العامة لدى اليونانيين القدماء، من أول الأمثلة الموثقة جيدًا لمكان نستطيع اعتباره مكان ثالثكانت هذه المساحات تُستخدم كسوق لتبادل البضائع والعملات، وأيضًا كمكان للنقاش السياسي.كانت الأغورا تجمع أشخاصًا من مختلف طبقات المجتمع مثل السياسيين، والشعراء، والفلاسفة، وعامة الناس كذلك، مجموعات متنوعة لم يكن من المتوقع أن تتفاعل معًا في حياتهم اليومية العادية.استمرت النماذج والتطورات الحديثة لفكرة الأغورا في الظهور ضمن حضارات لاحقة كثيرة. ومن هذه الفكرة نشأ مصطلح رهاب الخلاء (الأماكن العامة المفتوحة)، والذي يعود أصله إلى هذه الساحة اليونانية.

### بيوت الشاي في الصين الإمبراطورية
كونها تمثل فضاءً منفصلًا عن البيت أو العمل، اعتُبرت بيوت الشاي من الأماكن الثالثة الشائعة في المجتمع الصيني القديم.تحول الشاي إلى مشروب اجتماعي خلال أسرة جين القديمة من 265 الى 316 ميلادية.وأصبحت محلات الشاي أماكن يلتقي فيها رجال الأعمال لعقد اجتماعات سرية.وكان قضاء الوقت في هذه الأماكن وسيلة للتفاخر بالمكانة الاجتماعية والقدرة على إنفاق المال على الكماليات البسيطة.مع مرور الوقت، أصبحت بيوت الشاي مراكز لقاء مهمة وجزءًا أساسيًا في نسيج الحياة بالمقاطعات الصينية.

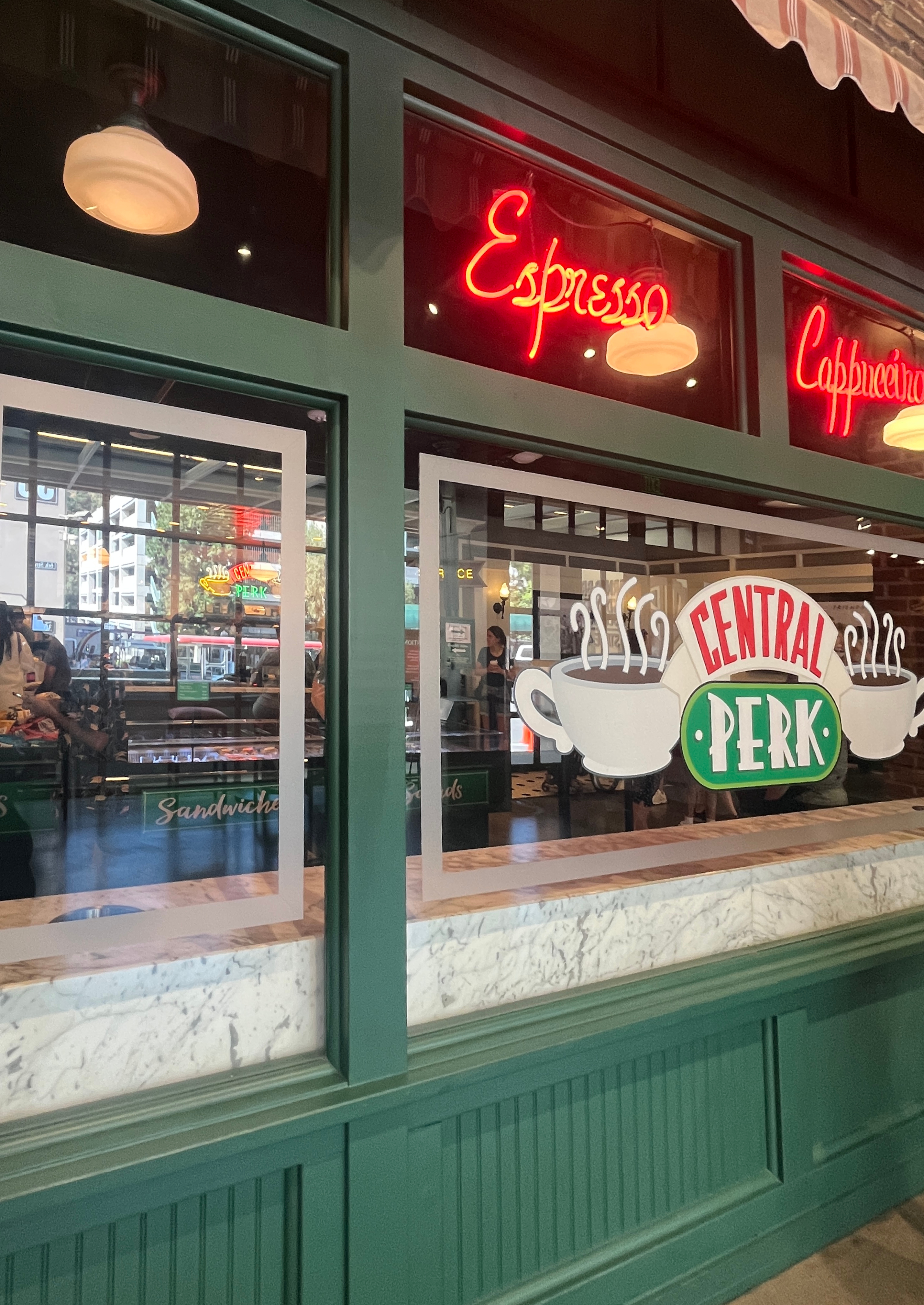
إعادة إنشاء لمقهى “سنترال بيرك” في بوربانك، كاليفورنيا.

### المقهى الأوروبي
ارتبط الطعام والشراب دائمًا بفكرة الأماكن الثالثة، إذ يشكلان بالعادة دافعًا جاذبًا للحضور والتفاعل مع الأشخاص المتواجدين، دون أن يُعيقا التفاعل أو المحادثة.على غرار بيوت الشاي، أبتدت المقاهي الأوروبية ولا سيما في إنجلترا في القرن السابع عشر، بالتحول إلى رموز مجتمعية ومراكز لبناء الروابط الاجتماعية.وفقًا لمقال من اليونسكو شارك في تأليفه راي أولدنبيرغ، كانت هذه المقاهي تمثل مساحات لحرية التعبير والمساواة إلى حد ما، مما يجعلها بمثابة نواة مبكرة للديمقراطية.كان القهوة بمثابة محفز ذهني، عكس الكحول الذي كان يُستهلك بكثرة في تلك الحقبة.وهكذا أصبحت المقاهي تمثل ساحة سياسية حقيقية في المجتمع.كان يطلق على الكوفيهات "الجامعات ذات البنس الواحد" لأنها أتاحت للناس فرصة الانخراط في مناقشات فكرية دون أي عائق مالي للدخول.
مع دخول القرن الحادي والعشرين، لا تزال المقاهي واحدة من أكثر الأماكن الثالثة انتشارًا وشيوعًا.لقد تم تصوير هذه الأماكن الحيوية للمحادثة في وسائل الإعلام كمراكز للتواصل الإنساني والشعور بالانتماء، مثل مقهى سنترال بارك في مسلسل فريندز، أو بشكل مشابه حانة شيرز في مسلسل شيرز.